# Lingwen
Lingwen Semen Olgierdowicz (ur. 1355, zm. po 19 czerwca 1431) – książę litewski, książę Nowogrodu Wielkiego i Mścisławia, przejściowo Smoleńska i Krzyczewa, z dynastii Giedyminowiczów.

## Życiorys
Syn wielkiego księcia litewskiego Olgierda i Julianny twerskiej, brat Władysława II Jagiełły.
W 1379 obok innych książąt litewskich podpisał pokój w Trokach z zakonem krzyżackim. W 1385 w Krewie podpisał akt unii z Polską. Odparł atak księcia Światosława Smoleńskiego na Mścisław w 1386.
W styczniu 1388 Władysław Jagiełło zażądał od Nowogrodu Wielkiego namiestnictwa dla Lingwena. Nowogrodzianie chętnie to przyjęli, a Lingwen złożył w Sandomierzu 25 kwietnia 1389 hołd lenny Koronie Królestwa Polskiego z Nowogrodu i tych ziem, które w przyszłości podbije.
W 1390 odniósł zwycięstwo na czele pułków nowogrodzkich nad Republiką Pskowską. Na skutek zdrady Witolda w 1392, musiał uchodzić z Nowogrodu przed Moskwą. W ramach rekompensaty dostał od Jagiełły księstwo mścisławskie. W 1404 wraz z Witoldem opanował Smoleńsk. W latach 1407–1412 powrócił do Nowogrodu. W 1410 dowodził chorągwiami smoleńskimi w bitwie pod Grunwaldem. W 1411 obronił republikę nowogrodzką przed Szwedami. Podpisał pokój toruński 1411 roku.
W 1380 założył monaster Zaśnięcia Matki Bożej w Pustyńce.
W 1440 roku syn Lingwena, Jerzy otrzymał od wielkiego księcia Kazimierza Mścisław i Krzyczew.

## Lingwen w filmie
Postać Lingwena występuje w filmie Krzyżacy z 1960 r. w reżyserii Aleksandra Forda. Rolę tę grał Antoni Lewek.